# Brzeziny (Landgemeinde)
Die gmina wiejska Brzeziny [bʒɛˈʑinɨ] ist eine selbständige Landgemeinde in Polen im Powiat Brzeziny in der Woiwodschaft Łódź. Ihr Sitz befindet sich in der Stadt Brzeziny (deutsch Brzeziny). Die Landgemeinde, zu der die Stadt Brzeziny selbst nicht gehört, hat eine Fläche von 106,6 km², auf der (Stand: 31. Dezember 2020) 5853 Menschen leben.

## Geographie
Die Landgemeinde liegt Brzeziny liegt etwa 10 Kilometer östlich des Zentrums von Łódź. Sie umfasst die Stadt Brzeziny an allen Seiten. 74 % des Gemeindegebiets werden landwirtschaftlich genutzt, 21 % sind mit Wald bedeckt.

## Geschichte
Von 1975 bis 1998 gehörte die Landgemeinde zur Woiwodschaft Skierniewice.

## Partnergemeinde
- Zöblitz im Erzgebirgskreis, Deutschland.

## Gemeindegliederung
Die Landgemeinde Brzeziny besteht aus folgenden 28 Ortschaften mit Schulzenämtern:
Adamów • Bielanki • Bronowice • Buczek • Dąbrówka Duża • Dąbrówka Mała • Eufeminów • Gaj • Gałkówek-Kolonia • Grzmiąca • Helenów • Jaroszki • Jordanów • Kędziorki • Małczew • Marianów Kołacki • Paprotnia • Poćwiardówka • Polik • Przanówka • Przecław • Rozworzyn • Syberia • Szymaniszki • Teodorów • Tworzyjanki • Witkowice und Zalesie.
Weitere Ortschaften der Gemeinde ohne Schulzenamt sind:
Bielanki (kolonia) • Bogdanka • Bogdanka (osada) • Czyżyków • Eufeminówek • Helenówka • Henryków • Ignaców • Jabłonów • Janinów • Janinów (leśniczówka) • Michałów • Pieńki Henrykowskie • Rochna • Sadowa • Stare Koluszki • Strzemboszewice • Ścibiorów • Tadzin und Żabieniec.